# 大馬士革省 (敘利亞)
大馬士革省（阿拉伯語：مُحافظة دمشق，Muḥāfaẓat Dimashq）是敘利亞西南部的一個省。該省完全被大馬士革農村省包圍，僅由敘利亞首都大馬士革市組成。面積約107平方公里，人口約2,685,000人。